# سبرة (قرية)

تعديل مصدري - تعديل

سبرة هي إحدى قرى الجمهورية اليمنية. وهي تتبع جغرافيًا لمحافظة الضالع. وإداريًا لمديرية جحاف. يبلغ تعداد سكانها 390 نسمة حسب الإحصاء الذي جرى عام 2004. تقع قرية سبرة شرق قرية الشعبتين بني سعيد جحاف وتتبعها إداريا قرية الحرف.

## السدود
- كريف حذر
- سد سبرة

## الأودية
- وادي سبرة
- وادي عرين

### التضاريس
السطح منحر صخري باتجاه قرية غيضة وبني سعيد.

## جمعية سبرة الاجتماعية الخيرية
جمعية تعاونية خيرية لقرى سبرة والحرف.

## روابط خارجية
- World Gazetteer:Yemen
- الجهاز المركزي للإحصاء بالجمهورية اليمنية
- المركز الوطني للمعلومات باليمن